# Paweł Tucholski
Paweł Tucholski (ur. 6 lutego 1969 w Żninie) – polski aktor teatralny, dubbingowy i filmowy.

## Życiorys
Absolwent Państwowej Wyższej Szkoły Teatralnej w Warszawie oraz Studium Wokalnego w Poznaniu. Dwukrotny laureat wrocławskiego Przeglądu Piosenki Aktorskiej i głównej nagrody na Wojewódzkim Przeglądzie Teatralnym w Bydgoszczy.
W latach 1993–94 występował w Teatrze Kwadrat w Warszawie, a w latach 1994-2001 w Teatrze Dramatycznym w Warszawie. Wystąpił w wielu sztukach teatralnych m.in. w Człowieku z La Manchy autorstwa M. Leigha i D. Wassermana, Gra pozorów J.C. Carniera, czy Jekyll & Hyde F. Wildhorna i L. Bricusse’a. Jest autorem recitalu Trup i walc do dzisiaj znajdującego się w repertuarze Teatru Dramatycznego. Obecnie, Paweł Tucholski występuje na deskach Teatru Rozrywki. Występuje w spektaklu Blamaż klimatyczny. Historia inspirowana „Opowieścią Wigilijną” w teatrze ekologicznym Bohema House.
Ma w dorobku ponad dwadzieścia ról w filmach fabularnych i serialach telewizyjnych, zagrał też w kilku spektaklach Teatru Telewizji. Ponadto, zajmuje się dubbingiem: stworzył m.in. kreacje wokalno-aktorskie dla tytułowych ról w kinowych wersjach filmów Walta Disneya Aladyn i Król lew.
W 2014 uczestniczył w pierwszej edycji programu rozrywkowego Twoja twarz brzmi znajomo, emitowanego w telewizji Polsat. Zajął 5. miejsce.
Interesuje się numerologią.

## Filmografia

### Filmy
- 1993: Aladyn – Aladyn (głos, polski dubbing)
- 1994: Oczy niebieskie – śpiewak we śnie
- 1994: Król lew – dorosły Simba (głos, polski dubbing)
- 1995: Młode wilki – policjant
- 1995: Lwica Sirga (głos, polski dubbing)[5]
- 1997: Aladyn i król złodziei – Aladyn (głos, polski dubbing)
- 2002: Jak to się robi z dziewczynami
- 2007: Świadek koronny – recepcjonista
- 2009: Kochaj i tańcz – prowadzący konferencję prasową Kettlera
- 2009: Ostatnia akcja – ekspert, paser mecenasa Szaro
- 2010: Weselna Polka – ksiądz Piotr
- 2013: Ostatnie piętro
- 2020: Zieja – oficer

### Seriale
- 1994: Dzielny Agent Kaczor – wykonanie piosenki tytułowej (głos, pierwszy polski dubbing)
- 1995–1998: Aladyn – Aladyn (głos, odc. 1-58; polski dubbing)
- 1997: Sława i chwała – żołnierz we wrześniu 39 (odc. 8)
- 1997: Dom – celnik na Okęciu (odc. 18, 20)
- 1997: Boża podszewka – Broniś Jurewicz
- 1997: Klan – aspirant Remigiusz Cieciura
- 1998: Złotopolscy – policyjny inspektor na dworcowym posterunku
- 1999: Wszystkie pieniądze świata – szwagier
- 2000: Twarze i maski – aktor śpiewający w lokalu
- 2001: Słoneczna włócznia (głos)
- 2001: Na dobre i na złe – mężczyzna na miejscu wybuchu samochodu (odc. 81)
- 2001: Miodowe lata – „egzorcysta” Paweł (odc. 76)
- 2002–2005: Plebania – pielęgniarz  (odc. 199, 451)
- 2002: Samo życie – policjant przeszukujący klub „No Mercy”
- 2002: Kasia i Tomek – nauczyciel tańca (głos, odc. 14)
- 2003: M jak miłość – dr Stapiński  (odc. 156-157)
- 2003: Na Wspólnej – sprzedawca w sklepie z garniturami (odc. 133)
- 2005–2007: Kryminalni –
  - strażnik bankowy (odc. 22),
  - ksiądz (odc. 80)
- 2005: Pitbull – Miron Jaskólski (odc. 15)
- 2005: Wiedźmy – polityk Więckowski (odc. 13)
- 2005: Na dobre i na złe – ksiądz Darek (odc. 222)
- 2005: Boża podszewka II – pastor (odc. 4)
- 2006: Niania – właściciel mieszkania (odc. 52)
- 2006, 2010: Daleko od noszy –
  - pacjent z trzecim okiem (odc. 95),
  - „ostrzyżony” pacjent (odc. 183-184)
- 2007: Ekipa – dziennikarz (odc. 2, 7-10, 13, 14)
- 2008: Trzeci oficer – świadek wypadku Aldony (odc. 5)
- 2008: Doręczyciel – chłopak zbierający na piwo (odc. 4)
- 2008: Barwy szczęścia – właściciel remontowanego mieszkania (odc. 84)
- 2009: Sprawiedliwi – żandarm Gustaw (odc. 6)
- 2013: Prawo Agaty – psychiatra (odc. 33)
- 2014: Barwy szczęścia – sędzia (odc. 1067)
- 2016: O mnie się nie martw – psycholog (odc. 40)
- 2016: Bodo – producent Rosenbaum (odc. 2)
- 2017: Ucho Prezesa – o. Tadeusz Rydzyk
- 2018: Korona królów – Guillaume de Machaut (odc. 233-235)
- 2019: Zasada przyjemności – barman (odc. 10)
- 2020: Nieobecni – jasnowidz Michał (odc. 5)
- od 2023: Barwy szczęścia – Frąc
- 2024: Mega Spider-Man – Spider-Man